# エド・ネルソン
エド・ネルソン（Ed Nelson, 1928年12月21日 - 2014年8月9日）は、アメリカ合衆国の俳優である。

## 来歴
1928年、ルイジアナ州のニューオーリンズに生まれる。テュレーン大学で演劇を学ぶも、2年で退学してニューヨークへ渡り、ラジオとテレビについて学ぶ。その後、アメリカ海軍へ入隊して海軍内のラジオ局に携わり、退役後はロサンゼルスへ移った。ロサンゼルスでの活動開始後は、ロジャー・コーマンによるB級映画や低予算のSF映画などへ出演してキャリアをスタート。1956年のコーマン監督による『女囚大脱走』がデビュー作となった。
1950年代後半からはテレビドラマへも進出して、幅広いジャンルで活躍。特に1964年から放送されたドラマシリーズ『ペイトンプレイス物語』でメインキャストとして514エピソード出演して、役者としての地位を確固たるものにしている。1986年にはスティーヴ・グッテンバーグ主演のコメディ映画『ポリスアカデミー3 全員再訓練』で市長役を演じたほか、1998年にはジャッキー・チェンや山本未來らが出演した香港映画『WHO AM I?』などへも出演している。

### 死去
2014年、ノースカロライナ州のグリーンズボロにて心不全で死去。

## 出演作品

### 映画
- 女囚大脱走 Swamp Women (1956)
- 巨大カニ怪獣の襲撃 Attack of the Crab Monsters (1957)
- ごろつき酒場 Rock All Night (1957)
- 暗闇の悪魔 大頭人の襲来 Invasion of the Saucer Men (1957)
- Bayou (1957)
- Teenage Doll (1957)
- Street of Darkness (1958)
- 恐怖の獣人 Teenage Cave Man (1958)
- She Gods of Shark Reef (1958)
- Night of the Blood Beast (1958)
- Hot Rod Gang (1958)
- The Cry Baby Killer (1958)
- Hot Car Girl (1958)
- 脳を喰う怪物 The Brain Eaters (1958)
- The Young Captives (1959)
- 血のバケツ A Bucket of Blood (1959)
- Valley of the Redwoods (1960)
- Devil's Partner (1961)
- 雨の中の兵隊 Soldier in the Rain (1963)
- テキサス保安官 The Man from Galveston (1963)
- Along Came a Spider (1970) ※テレビ映画
- 埋められた女 The Screaming Woman (1972) ※テレビ映画
- Time to Run (1973)
- Houston, We've Got a Problem (1974) ※テレビ映画
- エアポート'75 Airport 1975 (1974)
- The Missing Are Deadly (1975) ※テレビ映画
- ザッツ・ザ・ウェイ・オブ・ザ・ワールド That's the Way of the World (1975)
- Acapulco Gold (1976)
- ミッドウェイ Midway (1976)
- Riding with Death (1976) ※テレビ映画
- ベンジーの愛 For the Love of Benji (1977)
- キラー・ビー Superdome (1978) ※テレビ映画
- 誘惑の行方 Anatomy of a Seduction (1979)
- The Girl, the Gold Watch & Everything (1980)
- 帰って来た名探偵フランク・キャノン The Return of Frank Cannon (1980) ※テレビ映画
- 原爆投下機 B-29 エノラ・ゲイ ―一九四五・八・六・ヒロシマ―（英語版） Enola Gay: The Men, the Mission, the Atomic Bomb (1980)
- Born to Be Sold (1981)
- 結婚専科 Help Wanted: Male (1982) ※テレビ映画
- The Shaft of Love (1983) ※テレビ映画
- ペイトン・プレイス物語 Peyton Place: The Next Generation (1985) ※テレビ映画
- ポリスアカデミー3 全員再訓練 Police Academy 3: Back in Training (1986)
- 殺人容疑 Sworn to Silence (1987) ※テレビ映画
- ブレンダ・スター Brenda Starr (1989)
- Deadly Weapon (1989)
- Cries of Silence (1996)
- WHO AM I? Ngo si seoi (1998)
- Tony Bravo in Scenes from a Forgotten Cinema (2000)
- ニューオーリンズ・トライアル Runaway Jury (2003)

### テレビドラマ
- ハーバー・コマンド Harbor Command (1957)
- The Silent Service (1957, 1958)
- ハイウェイ・パトロール Highway Patrol (1957, 1959)
- シカゴ特捜隊M M Squad (1958, 1960)
- 早射ち保安官 Tombstone Territory (1957 - 1960)
- ローレス・イヤーズ The Lawless Years (1959)
- 探偵記者ウィンチェル The Walter Winchell File (1959)
- Black Saddle (1959)
- 西部の男パラディン Have Gun - Will Travel (1959, 1960, 1961)
- バット・マスターソン Bat Masterson (1959, 1961)
- ローハイド Rawhide (1959, 1961, 1962)
- マーベリック Maverick (1959, 1962)
- ガンスモーク Gunsmoke (1959 - 1964)
- ジョニー・リンゴ Johnny Ringo (1960)
- コロナド9 Coronado 9 (1960)
- 保安官ワイアット・アープ The Life and Legend of Wyatt Earp (1960)
- ライフルマン The Rifleman (1960, 1961)
- ララミー牧場 Laramie (1960, 1961, 1963)
- ショットガン・スレード Shotgun Slade (1961)
- 海に挑む男 アクアナット The Aquanauts (1961)
- サーフサイド6 Surfside 6 (1961)
- 拳銃街道 Tales of Wells Fargo (1961)
- チェックメイト Checkmate (1961, 1962)
- アンタッチャブル The Untouchables (1961, 1962, 1963)
- 幌馬車隊 Wagon Train (1961, 1962, 1963)
- ペリー・メイスン Perry Mason (1961, 1964)
- 87分署シリーズ 87th Precinct (1962)
- 特捜官ニック・ケイン Cain's Hundred (1962)
- The Law and Mr. Jones (1962)
- ハワイアン・アイ Hawaiian Eye (1962)
- 西部の対決 The Tall Man (1962)
- ボナンザ Bonanza (1962)
- ニュー・ブリード The New Breed (1962)
- デス・バレー・デイズ Death Valley Days (1962)
- ロデオ Wide Country (1962)
- 西部のチャンピオン Stoney Burke (1962)
- アルフレッド・ヒッチコック・アワー The Alfred Hitchcock Hour (1962, 1963)
- Saints and Sinners (1963)
- バージニアン The Virginian (1963)
- ミステリー・ゾーン Twilight Zone (1963)
- ギャラント・メン The Gallant Men (1963)
- イレブンス・アワー The Eleventh Hour (1963)
- サンセット77 77 Sunset Strip (1963)
- Dr.キルデア Dr. Kildare (1963)
- アウター・リミッツ The Outer Limits (1963)
- 逃亡者 The Fugitive (1963, 1964)
- コンバット! Combat! (1964)
- ペイトンプレイス物語 Peyton Place (1964 - 1969)
- サイレント・フォース The Silent Force (1970 - 1971)
- ドクター・ウェルビー Marcus Welby, M.D. (1971)
- Owen Marshall, Counselor at Law (1971, 1972)
- FBIアメリカ連邦警察 The F.B.I. (1971, 1973)
- 秘密捜査官オハラ O'Hara, U.S. Treasury (1972)
- 四次元への招待 Night Gallery (1972)
- バナチェック登場 Banacek (1972)
- 西部二人組 Alias Smith and Jones (1972)
- モッズ特捜隊 The Mod Squad (1973)
- スパイ大作戦 Mission: Impossible (1973)
- サンフランシスコ捜査線 The Streets of San Francisco (1973)
- 燃えよ! カンフー Kung Fu (1973)
- 警察医サイモン・ロック Dr. Simon Locke (1973, 1975)
- 特捜隊アダム12 Adam-12 (1974)
- 鬼警部アイアンサイド Ironside (1974)
- 女刑事ペパー Police Woman (1974)
- 名探偵ジョーンズ Barnaby Jones (1974, 1979)
- 女刑事クリスティー Get Christie Love! (1975)
- 地上最強の美女バイオニック・ジェミー The Bionic Woman (1976)
- ジェミニ・マン Gemini Man (1976)
- Gibbsville (1976)
- 署長マクミラン McMillan & Wife (1977)
- 未知への逃亡者／ローガンズ・ラン Logan's Run (1977)
- ロックフォードの事件メモ The Rockford Files (1977, 1979)
- ダラス Dallas (1978)
- 潜行刑事ダン David Cassidy - Man Undercover (1978)
- ベガス Vega$ (1978, 1981)
- サルベージワン Salvage 1 (1979)
- チャーリーズ・エンジェル Charlie's Angels (1980)
- 事件記者ルー・グラント Lou Grant (1980)
- Dr．トラッパー／サンフランシスコ病院物語  Trapper John, M.D. (1981)
- 白バイ野郎ジョン&パンチ CHiPs (1981)
- Dr.刑事クインシー Quincy M.E. (1981)
- 俺たち賞金稼ぎ!!フォール・ガイ The Fall Guy (1983)
- ジェシカおばさんの事件簿 Murder, She Wrote (1985, 1987, 1990, 1992, 1995)
- ダイナスティ Dynasty (1987)
- 女刑事キャグニー&レイシー Cagney & Lacey (1988)
- JJスターバック J.J. Starbuck (1988)
- 冒険野郎マクガイバー MacGyver (1989)